# El Freixo
El Freixo (denominada anteriormente Toros de Táliga) es una ganadería española de reses bravas, fundada en el año 2003 por el torero Julián López “El Juli”. Desde sus orígenes estuvo formada con sangre Gallardo y Atanasio Fernández, hasta que en el 2007 se eliminó el ganado de este último añadiéndole sangre Domecq con reses procedentes de Garcigrande y Daniel Ruiz. Las reses pastan en la finca “El Freixo”, situada en el término municipal de Olivenza, en la provincia de Badajoz; está inscrita en la Unión de Criadores de Toros de Lidia.

## Origen e historia de la ganadería
El sevillano Carlos Conradi adquiere en 1885 la antigua ganadería de Rafael Laffite, la divide en dos ramas y una de ellas es adquirida por Francisco Gallardo ese mismo año. Luego después de cinco años se la vende a José Moreno Santamaría y, tras su fallecimiento en 1910, se divide en una parte para su hermano Anastasio y otra para sus sobrinos Francisco y Justo José Moreno Santamaría. En 1948 los hermanos dividen la ganadería, quedándose Francisco con el hierro y divisa originales y Justo José con las reses; después de fallecer Francisco en 1955, pasa ese mismo año a José Rufino Martín. La mantendrá hasta 1976, cuando la vende a Gabriel Hernández García; este va eliminando progresivamente las reses Gallardo, y dos años después le añade vacas y sementales de Carmen Borrero, procedentes de la ganadería de Atanasio Fernández, haciendo lo mismo en 1988 con reses de Los Bayones. Gabriel Hernández muere en 1997, y una parte de su ganadería es heredada por su primo Gabriel García Sánchez, fundando su propio hierro ese mismo año en una finca de Aranjuez.
El año 2003, el torero Julián López “El Juli” compra la ganadería de Gabriel García Sánchez, la traslada hasta los límites de Táliga y Olivenza en la provincia de Badajoz y la renombra como Toros de Táliga. En 2007 Julián elimina todo el ganado Atanasio-Lisardo que tenía y forma la ganadería de El Freixo con reses de Garcigrande y de Daniel Ruiz (Jandilla). Lidia su primera corrida de toros de la historia en la Feria del Corpus de Granada 2016, en una corrida junto a López Simón y Andrés Roca Rey; el resultado fue de una oreja para El Juli y Roca Rey y dos para López Simón. Toma antigüedad el 5 de julio de 2019, tras lidiar una novillada en Las Ventas; fue estoqueada por Tibo García, Rafael González e Ignacio Olmos.
Célebre fue la corrida celebrada el 14 de junio de 2025 en Marbella con toros de El Freixo, en la que tres de los seis toros lidiados fueron indultados y se cortaron once orejas y tres rabos (algunos de ellos simbólicos por ser las reses indultadas). Días después, este hecho fue criticado por algunos sectores al considerar que se había hecho un uso abusivo de la figura del indulto. 

### Toros célebres
- Corremantas: novillo utrero colorado ojo de perdiz, de 460 kg de peso, indultado por Posada de Maravillas en la plaza de toros de Olivenza el 5 de marzo de 2013.[14][15][16]
- Notificado: indultado por David Bolsico en una novillada celebrada Fregenal de la Sierra el 24 de septiembre de 2016, junto a Luis Manuel Terrón y Jesús Díez “El Chorlo”.[17][18][19]
- Rebujino, número 57, negro mulato, de 465 kilos, lidiado en la Plaza de toros de Vistalegre el 18 de mayo de 2021 y que hirió gravemente al novillero extremeño Manuel Perera.[20]

## Características

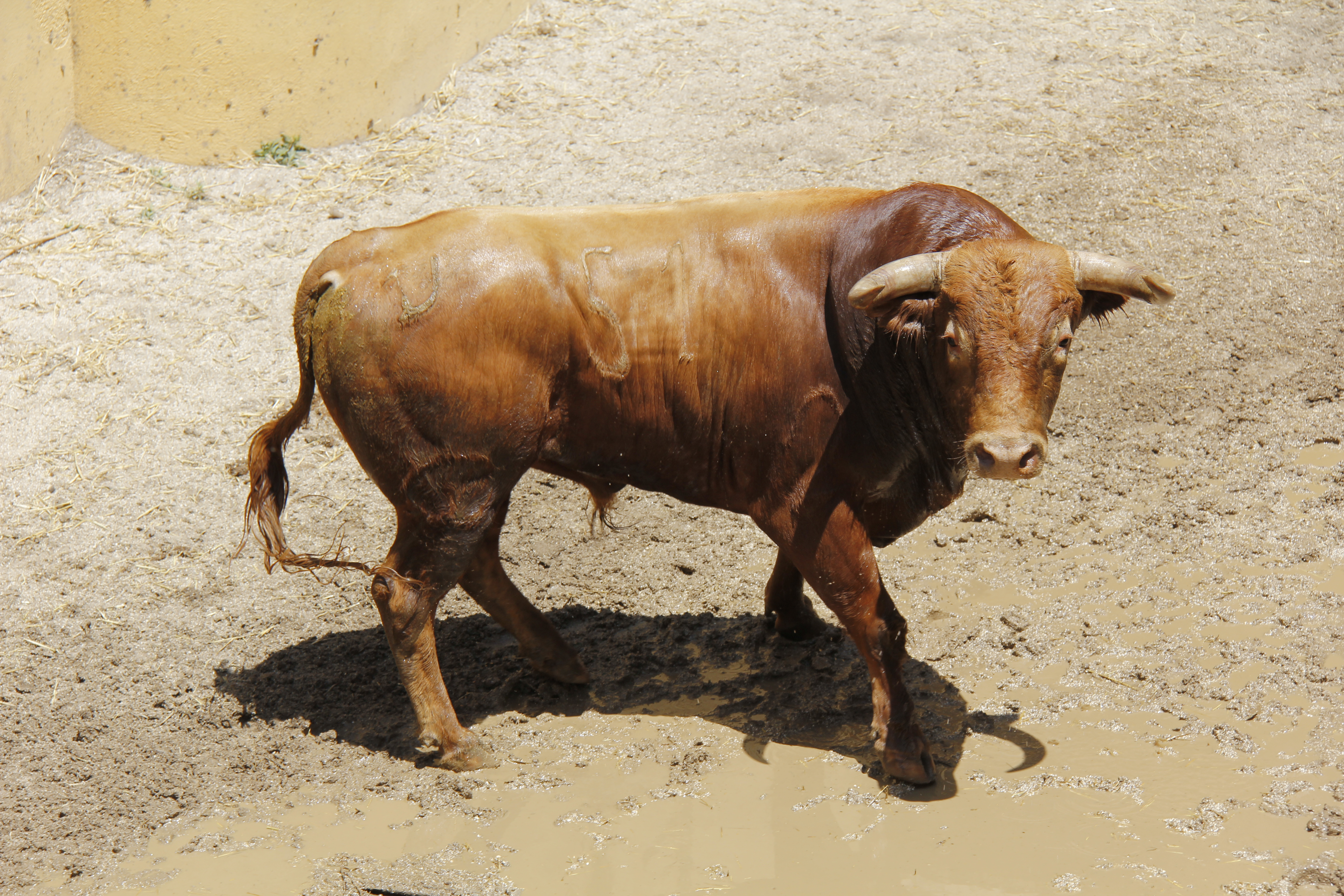
Toro Rebujino, número 51, lidiado en Granada el 26 de mayo de 2016

La ganadería está conformada con reses Juan Pedro Domecq en la línea de Jandilla, dada su procedencia de Daniel Ruiz. Atienden en sus características zootécnicas a las que recoge como propias de este encaste el Ministerio del Interior:
- Toros elipométricos y eumétricos, más brevilíneos con perfiles rectos o subconvexos, con una línea dorso-lumbar recta o ligeramente ensillada; y la grupa, con frecuencia, angulosa y poco desarrollada y las extremidades cortas, sobre todo las manos, de radios óseos finos.
- Bajos de agujas, finos de piel y de proporciones armónicas, bien encornados, con desarrollo medio, y astifinos, pudiendo presentar encornaduras en gancho. El cuello es largo y descolgado, el morrillo bien desarrollado y la papada tiene un grado de desarrollo discreto.
- Sus pintas son negras, coloradas, castañas, tostadas y, ocasionalmente, jaboneras y ensabanadas, estas últimas por influencia de la casta Vazqueña. Entre los accidentales destaca la presencia del listón, chorreado, jirón, salpicado, burraco, gargantillo, ojo de perdiz, bociblanco y albardado, entre otros.